# 15. únor
15. únor je 46. den roku podle gregoriánského kalendáře. Do konce roku zbývá 319 dní (320 v přestupném roce). Svátek má Jiřina.

## Události

### Česko
- 1611 – Při vpádu pasovských bylo v pražském františkánském klášteře zabito tzv. Čtrnáct pražských mučedníků.
- 1891 – V Olomouci byla založena Lidová strana na Moravě, obdoba Národní strany svobodomyslné v Čechách. Předsedou byl zvolen Adolf Stránský.
- 1903 – Byl založen klub SK Kladno.
- 1921 – Proběhlo 1. československé sčítání lidu.
- 2008 – Prezidentem České republiky podruhé zvolen Václav Klaus.

### Svět
- 0399 př. n. l. – Řecký filozof Sókratés byl odsouzen k smrti.
- 0438 – Východořímský císař Theodosius II. vydal sbírku zákonů Codex Theodosianus.
- 0590 – Husrav II. byl korunován jako perský král.
- 0706 – Byzantský císař Justinián II. nechal veřejně popravit své předchůdce Leontia a Tiberia III. v konstantinopolském Hippodromu
- 1113 – Papež Paschalis II. vydal bulu Pie Postulatio Voluntatis, kterou uznal založení a nezávislost špitálního řádu.
- 1214 – Během anglicko-francouzské války (1213–1214) se anglické jednotky vylodili u La Rochelle ve Francii.
- 1386 – Litevský velkokníže Vladislav II. Jagello byl pokřtěn a stal se křesťanským panovníkem. Litva byla posledním pohanským evropským národem, který přešel na křesťanskou víru.
- 1493 – Ještě na palubě lodi Niña napsal Kryštof Kolumbus otevřený dopis (široce rozšířený po návratu do Portugalska), kde popsal své objevy a nečekaná věci, se kterými se setkal v Novém světě.
- 1763 – Byl podepsán tzv. hubertusburský mír, který ukončil sedmiletou válku v Evropě.
- 1786 – William Herschel objevil mlhovinu Kočičí oko.
- 1902 – V Berlíně byla otevřena nadzemní a podzemní dráha.
- 1921 – Americký lékař Evan O'Neill Kane sám sobě demonstrativně vyoperoval apendix, aby prokázal použitelnost lokální anestezie i při větších chirurgických zákrocích.
- 1933 – Byl spáchán neúspěšný atentát na amerického prezidenta Franklina Delana Roosevelta.
- 1940 – Zimní válka: Rudá armáda zvítězila v bitvě u Summy a prolomila hlavní pozice Mannerheimovy linie.
- 1942 – Japonsko dobylo Singapur. Vzdalo se 70 000 spojeneckých vojáků.
- 1944 – USAF zničilo bombardováním klášter Montecassino..
- 1961 – Poblíž Bruselu se z neznámých příčin zřítil Boeing 707. Zahynuli všichni na palubě, včetně celého amerického krasobruslařského týmu letícího na mistrovství světa, a jedna osoba na zemi.
- 1991 – Proběhl summit hlav státu nebo vlád Československa, Maďarska a Polska ve městě Visegrád, kterým byla zahájena novodobá éra spolupráce v rámci Visegrádské skupiny.
- 1995 – Byl zatčen Kevin Mitnick, nejslavnější hacker na světě.
- 2013 – Značné škody napáchal nad ránem čeljabinský bolid.

## Narození

### Česko

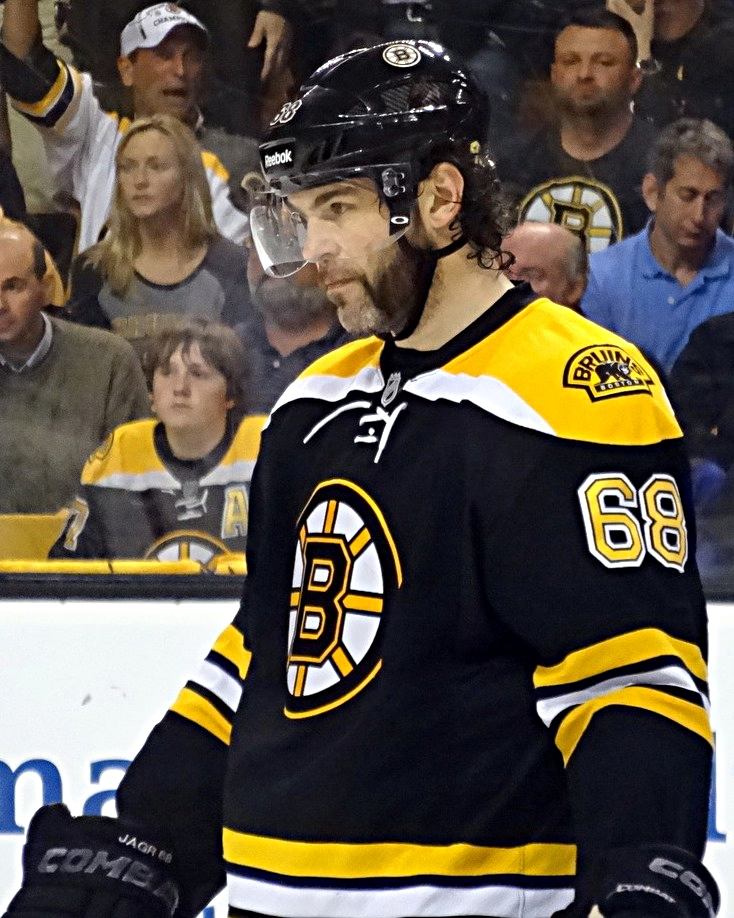
Jaromír Jágr (* 1972)

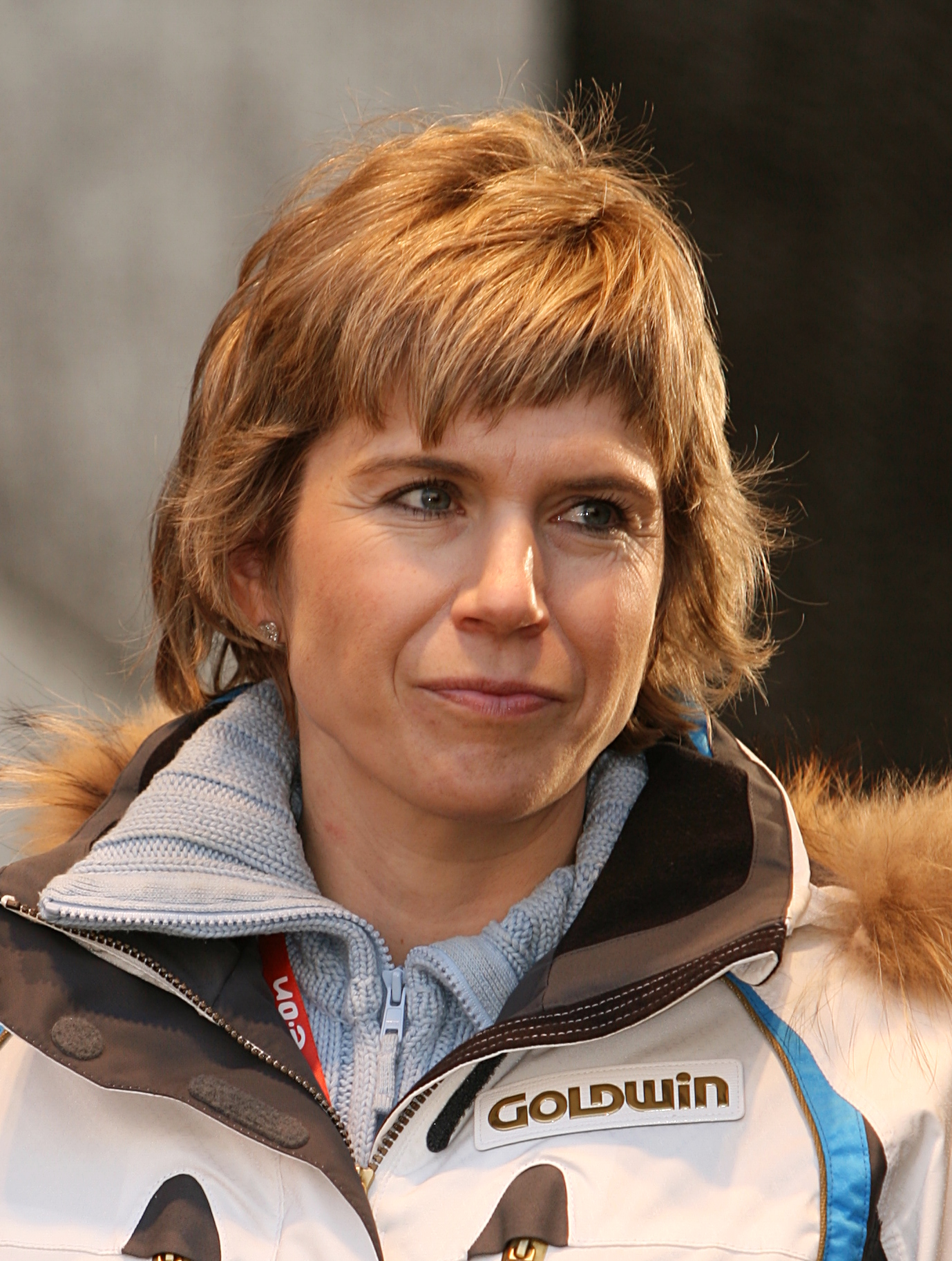
Kateřina Neumannová (* 1973)

- 1782 – Faustin Ens, topograf a pedagog († 5. března 1858)
- 1831 – Josef Hlávka, český architekt a mecenáš († 11. března 1908)
- 1832 – Wilhelm Riedel, český malíř († 12. června 1876)
- 1833 – Julius Feifalik, český literární historik († 30. června 1862)
- 1840 – Václav Nekvasil, český stavební podnikatel a politik († 9. března 1906)
- 1845 – Jan Hendrich, ekonom a amatérský archeolog († 22. dubna 1926)
- 1860 – Heinrich Reiniger, poslanec Českého zemského sněmu a starosta Mariánských Lázní († 25. května 1915)
- 1867
  - Valeš Lísa, sběratel slováckých lidových písní († 20. března 1939)
  - Jan Soukup, regionální historik, etnograf a spisovatel († 23. července 1933)
- 1888 – Adolf Jasník, český básník († 5. února 1928)
- 1895 – Josef Limpouch, kněz, pedagog a politik († 17. května 1965)
- 1897 – Růžena Jilemnická, slovenská spisovatelka českého původu († 19. srpna 1947)
- 1902 – Miloslav Volf, historik a archivář († 3. května 1982)
- 1904 – Jan Malík, český loutkář († 24. července 1980)
- 1905 – Bernard Horst, spisovatel († 17. srpna 1979)
- 1909
  - Marie Kornelová, česká spisovatelka a překladatelka († 21. listopadu 1978)
  - Josef Frank (politik), komunistický politik, oběť čistek († 3. prosince 1952)
- 1910
  - Rudolf Kende, hudební skladatel († 24. srpna 1958)
  - Jozef Čabelka, vědec v oboru metalurgie († 6. července 1987)
- 1912 – Bohdan Lacina, malíř († 6. července 1971)
- 1913 – Božena Havlová, výtvarnice a módní návrhářka († 11. prosince 1970)
- 1914 – Karel Niemczyk, voják a příslušník výsadku Calcium († 31. července 2004)
- 1917 – Oto Mádr, český katolický kněz a teolog († 27. února 2011)
- 1921 – Jan Pohl, kněz, papežský prelát († 23. července 2002)
- 1922 – Božin Laskov, československý a bulharský fotbalový reprezentant († 2. dubna 2007)
- 1924 – Jiří Šlitr, český hudební skladatel, instrumentalista (virtuózní klavírista), zpěvák, herec a výtvarník († 26. prosince 1969)
- 1925 – Jindřich Kučera, český lingvista († 20. února 2010)
- 1928 – Stanislav Balík, český právní historik († 11. dubna 2015)
- 1931 – Zdeněk Marat, pianista, hudební skladatel, publicista a dirigent († 21. února 2016)
- 1932
  - Josef Brukner, český spisovatel, překladatel a filmový scenárista († 14. ledna 2015)
  - Vladimír Váňa, český esperantista († 25. března 2000)
  - Leoš Suchařípa, český herec († 14. června 2005)
- 1934
  - Petr Kersch, český spisovatel († 3. července 2021)
  - Antonín Winter, český spisovatel († 23. ledna 2019)
- 1935
  - Miroslav J. Černý, akademický malíř, grafik a sochař († 7. června 2007)
  - Vlastimil Novobilský, český chemik, pedagog a esperantista
  - Vladimír Smékal, český psycholog
- 1937 – Petr Kop, český volejbalista, olympionik († 27. ledna 2017)
- 1939 – Ole Ellefsæter, norský běžec na lyžích († 18. října 2022)
- 1943 – Jiří Leitner, český politik
- 1946 – Lubomír Zajíček, volejbalista, reprezentant, člen bronzového týmu na LOH 1968
- 1948 – Petr Sáha, chemik, rektor Univerzity Tomáše Bati ve Zlíně
- 1949 – Michal Gera, český jazzový a bluesový trumpetista
- 1952 – Josef Lukášek, spisovatel a politik
- 1953
  - Jiřina Pavlíková, historička umění a politička
  - Jarmila Nygrýnová, halová mistryně Evropy ve skoku do dálky († 5. ledna 1999)
- 1956 – Oldřich Maršík, český baskytarista
- 1957 – Lubomír Nohavica, hudební skladatel, textař, zpěvák a klavírista
- 1960 – Lenka Halamová, folková zpěvačka, kytaristka, skladatelka
- 1961 – Jan Hošek, český filmový dokumentarista a ilustrátor
- 1963 – Iva Pekárková, česká prozaička, publicistka a překladatelka
- 1964 – Hana Horká, zpěvačka († 16. ledna 2022)
- 1965 – Roman Kaňkovský, hokejista a trenér
- 1969 – Horst Siegl, fotbalista
- 1972
  - Jaromír Jágr, lední hokejista
  - Jan Macháček, ragbista
- 1973 – Kateřina Neumannová, běžkyně na lyžích
- 1991 – Berenika Kohoutová, herečka a zpěvačka
- 1992 – Kryštof Bartoš, herec

### Svět

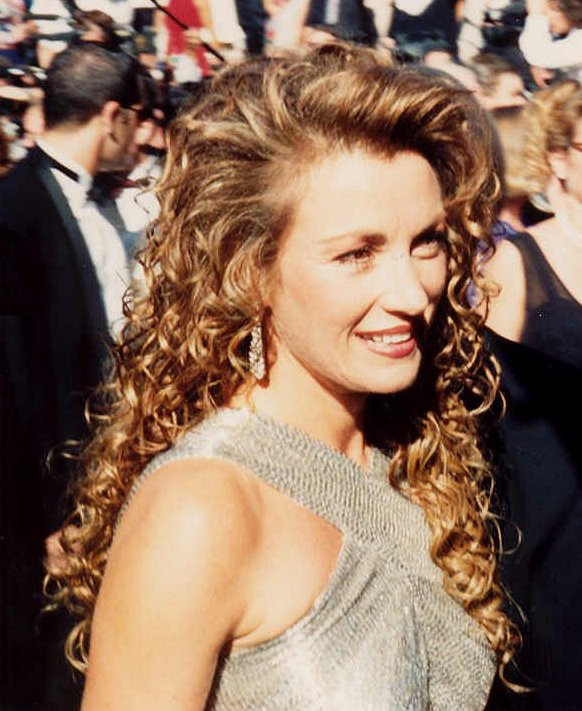
Jane Seymour (* 1951)

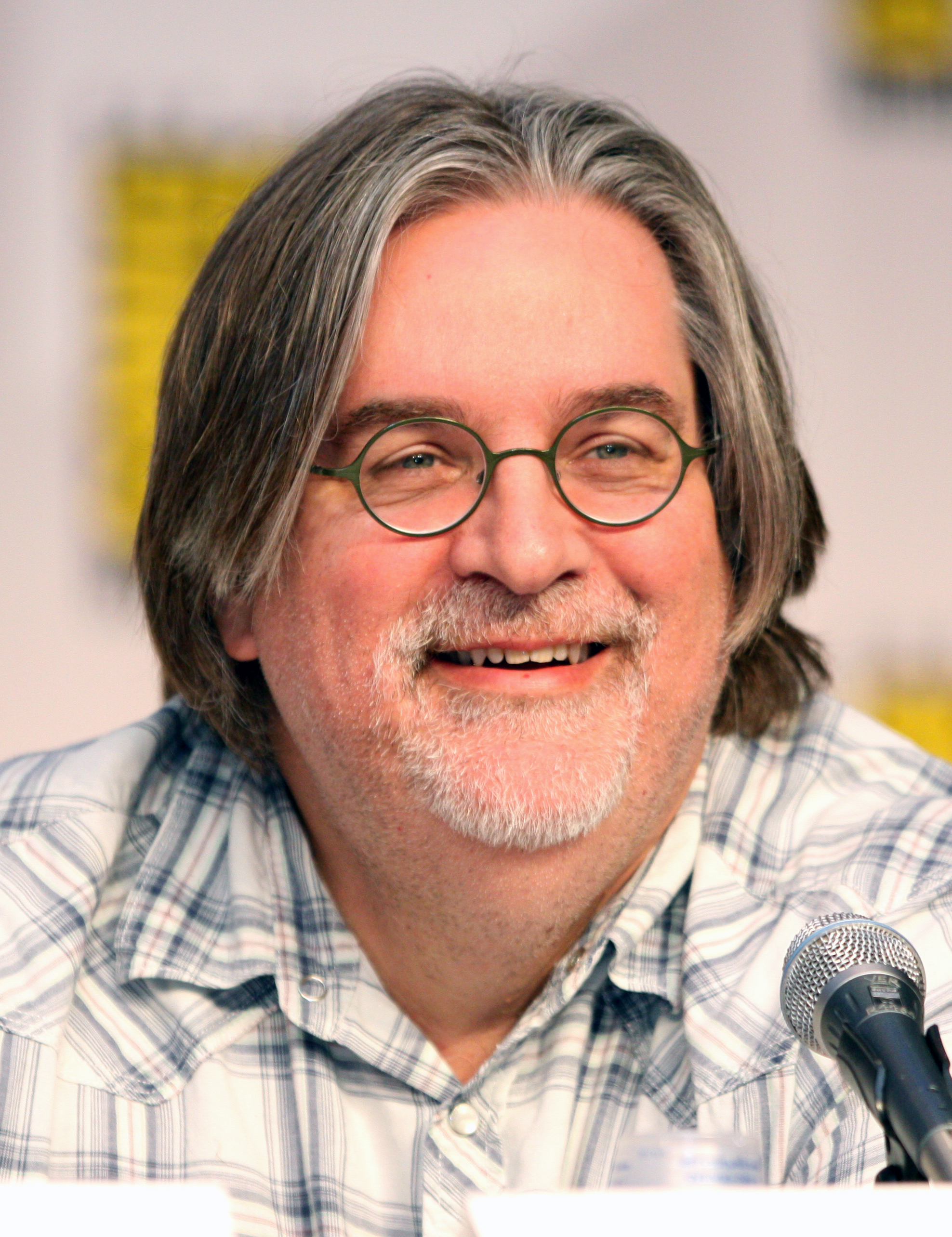
Matt Groening (* 1954)

Boris Tadić (* 1958)

- 1472 – Piero de Medici, florentský vládce († 28. prosince 1503)
- 1564 – Galileo Galilei, toskánský astronom, filozof a fyzik († 8. ledna 1642)
- 1571 – Michael Praetorius, německý skladatel, varhaník a hudební teoretik († 15. února 1621)
- 1697 – Vito Maria Amico, italský historik a politik († 15. prosince 1762)
- 1698 – Johann Elias Ridinger, německý rytec, malíř a nakladatel († 10. dubna 1767)
- 1710 – Ludvík XV., francouzský král († 10. května 1774)
- 1724 – Petr Biron, kuronský a semgalský kníže († 13. ledna 1800)
- 1739 – Charles-Henri Sanson, francouzský kat († 4. července 1806)
- 1748 – Jeremy Bentham, britský právní teoretik, osvícenský filosof, zakladatel utilitarismu († 6. června 1832)
- 1755 – Jean-Nicolas Corvisart, francouzský lékař († 18. září 1821)
- 1759 – Friedrich August Wolf, německý klasický filolog († 8. srpna 1824)
- 1760 – Jean-François Le Sueur, francouzský hudební skladatel, dirigent a pedagog († 6. října 1837)
- 1761 – Luisa Hesensko-Darmstadtská, první hesenská velkovévodkyně († 24. října 1829)
- 1768 – Anthony Carlisle, anglický chirurg († 2. listopadu 1842)
- 1774 – Vilém Jiří Frederik, syn Viléma V. Oranžského († 6. ledna 1799)
- 1782 – William Miller, americký baptistický misionář († 20. prosince 1849)
- 1785 – Claude-Louis Navier, francouzský fyzik a technik († 21. srpna 1836)
- 1802 – Jean Jacques Alexis Uhrich, francouzský vojenský velitel († 9. říjen 1886)
- 1803 – Ludwig Persius, pruský architekt († 12. července 1845)
- 1807 – Noël Marie Paymal Lerebours, francouzský optik, fotograf a vydavatel († 24. července 1873)
- 1810 – Giovanni Lanza, italský politik († 9. března 1885)
- 1811 – Domingo Faustino Sarmiento, argentinský politik († 11. září 1888)
- 1813 – Persida Nenadović, srbská kněžna († 29. března 1873)
- 1820 – Susan B. Anthony, americká aktivistka hnutí za práva žen († 13. března 1906)
- 1827 – Francis A. Pratt, americký inženýr, vynálezce († 10. února 1902)
- 1835 – Demetrius Vikelas, řecký obchodník a první předseda MOV († 20. června 1908)
- 1840 – Titu Maiorescu, rumunský politik († 18. června 1917)
- 1845 – Elihu Root, americký právník a politik, nositel Nobelovy ceny míru († 7. února 1937)
- 1850 – Adolf Jarisch, rakouský dermatolog († 21. března 1902)
- 1855 – Robert William Wilcox, havajský politik († 23. října 1903)
- 1856 – Emil Kraepelin, německý psychiatr († 7. října 1926)
- 1858 – William Henry Pickering, americký astronom († 17. ledna 1938)
- 1861
  - Charles Edouard Guillaume, francouzsko-švýcarský fyzik, nositel Nobelovy ceny († 13. června 1938)
  - Halford Mackinder, britský geograf († 6. března 1947)
  - Alfred North Whitehead, britský filozof, fyzik a matematik {† 30. prosince 1947)
- 1866 – Pavel Petrovič Trubeckoj, ruský sochař († 12. února 1938)
- 1873 – Hans von Euler-Chelpin, švédský biochemik, nositel Nobelovy ceny († 6. listopadu 1964)
- 1874 – Ernest Henry Shackleton, polární badatel irského původu († 5. ledna 1922)
- 1883 – Fritz Gerlich, německý novinář a historik († 30. června 1934)
- 1886 – Paul Ferdinand Schilder, rakouský psychiatr, psychoanalytik a neurolog († 7. prosince 1940)
- 1892
  - Ján Valašťan Dolinský, slovenský skladatel, sběratel lidových písní a esperantista († 2. března 1965)
  - Nickolas Muray, maďarsko-americký fotograf a olympijský šermíř († 2. listopadu 1965)
- 1895
  - Wilhelm Burgdorf, generál pěchoty německého Wehrmachtu († 1. května 1945)
  - Earl Thomson, kanadský olympijský vítěz v běhu na 110 metrů překážek, OH 1920 († 19. dubna 1971)
- 1897 – Carl Erhardt, britský lední hokejista († 3. května 1988)
- 1898
  - Totò, italský komik a zpěvák († 15. dubna 1967)
  - Allen Woodring, americký sprinter, olympijský vítěz v běhu na 200 metrů z roku 1920 († 15. listopadu 1982)
- 1899
  - Ernst Biberstein, evangelický pastor, nacistický válečný zločinec († 8. prosince 1986)
  - Georges Auric, francouzský hudební skladatel († 23. července 1983)
- 1901 – André Parrot, francouzský archeolog († 24. srpna 1980)
- 1909 – Miep Giesová, žena, která pomáhala skrývat Anne Frankovou († 11. ledna 2010)
- 1910 – Irena Sendlerowa, spravedlivá mezi národy († 12. května 2008)
- 1915 – Haruo Umezaki, japonský prozaik († 15. června 1965)
- 1916 – Lise London, francouzská komunistická odbojářka a aktivistka († 31. března 2012)
- 1922
  - Herman Kahn, americký futurolog († 7. července 1983)
  - John Bayard Anderson, americký politik († 3. prosince 2017)
- 1923 – Jelena Bonnerová, sovětská disidentka a aktivistka († 18. června 2011)
- 1927 – Carlo Maria Martini, italský kardinál a milánský arcibiskup († 31. srpna 2012)
- 1929 – Graham Hill, anglický pilot Formule 1 († 29. listopadu 1975)
- 1930 – Giorgio Zur, německý arcibiskup a bývalý apoštolský nuncius († 8. ledna 2019)
- 1933 – Kelvin Edward Felix, kardinál z ostrova Dominika
- 1934
  - Paul Ekman, americký psycholog
  - Niklaus Wirth, švýcarský informatik
- 1935 – Roger Bruce Chaffee, americký astronaut († 27. ledna 1967)
- 1937 – Raymundo Damasceno Assis, brazilský kardinál
- 1939 – Robert Hansen, americký sériový vrah († 21. srpna 2014)
- 1941 – Florinda Bolkanová, brazilská herečka
- 1942
  - Glyn Johns, britský hudební producent, zvukař, hudebník
  - Alexandr Serebrov, sovětský kosmonaut († 12. listopadu 2013)
- 1943 – France Cukjati, slovinský teolog, lékař a politik
- 1944
  - Mick Avory, anglický hudebník
  - Henry Threadgill, americký jazzový saxofonosta, flétnista a hudební skladatel
  - Džochar Dudajev, první prezident separatistické Čečenské republiky Ičkérie († 21. dubna 1996)
- 1945
  - John Helliwell, britský hudebník
  - Douglas Hofstadter, americký filosof
- 1947 – John Adams, americký minimalistický hudební skladatel
- 1948
  - Art Spiegelman, americký komiksový kreslíř, editor a spisovatel
  - Seidži Óko, japonský volejbalista
- 1949 – Billy Nicholls, anglický zpěvák, skladatel
- 1951 – Jane Seymourová, britská herečka
- 1952
  - Tomislav Nikolić, prezident Srbska
  - Magdalena Álvarez Arza, španělská politička
- 1953 – Miloslav Ransdorf, komunistický politik, filozof a historik († 22. ledna 2016)
- 1954
  - Matt Groening, americký karikaturista a tvůrce animovaných seriálů
  - John McAslan , britský architekt
- 1955 – Christopher McDonald, americký herec
- 1957 – Jake E. Lee, americký kytarista
- 1958
  - Rabah Madžer, alžírský fotbalista
  - Boris Tadić, prezident Srbska
- 1960 – Bjørg Eva Jensenová, norská rychlobruslařka, olympijská vítězka
- 1964 – Leland Devon Melvin, americký astronaut
- 1969
  - Birdman, americký rapper
  - Anja Andersenová, dánská házenkářka
- 1976 – Óscar Freire, španělský silniční cyklista
- 1977
  - Brooks Wackerman, americký bubeník
  - Ronald Petrovický, slovenský hokejista
- 1983 – Selita Ebanksová, modelka z Kajmanských ostrovů
- 1987 – Oleksandr Nedověsov, kazachstánský tenista
- 1990
  - Charles Pic, francouzský automobilový závodník, pilot Formule 1
  - Stephanie Vogtová, lichtenštejnská profesionální tenistka
- 1994 – Jesse Kriel, jihoafrický ragbista
- 1995 – Megan Thee Stallion, americká rapperka, zpěvačka a hudební skladatelka
- 2001 – Reuben Thompson, novozélandský silniční cyklista

## Úmrtí

### Česko

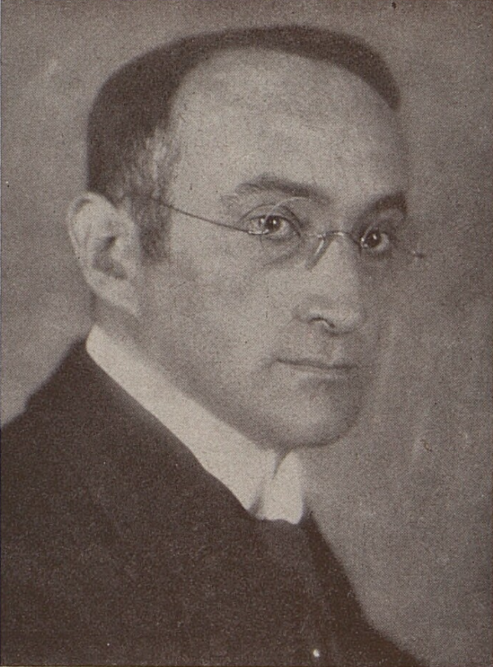
Otakar Španiel († 1955)

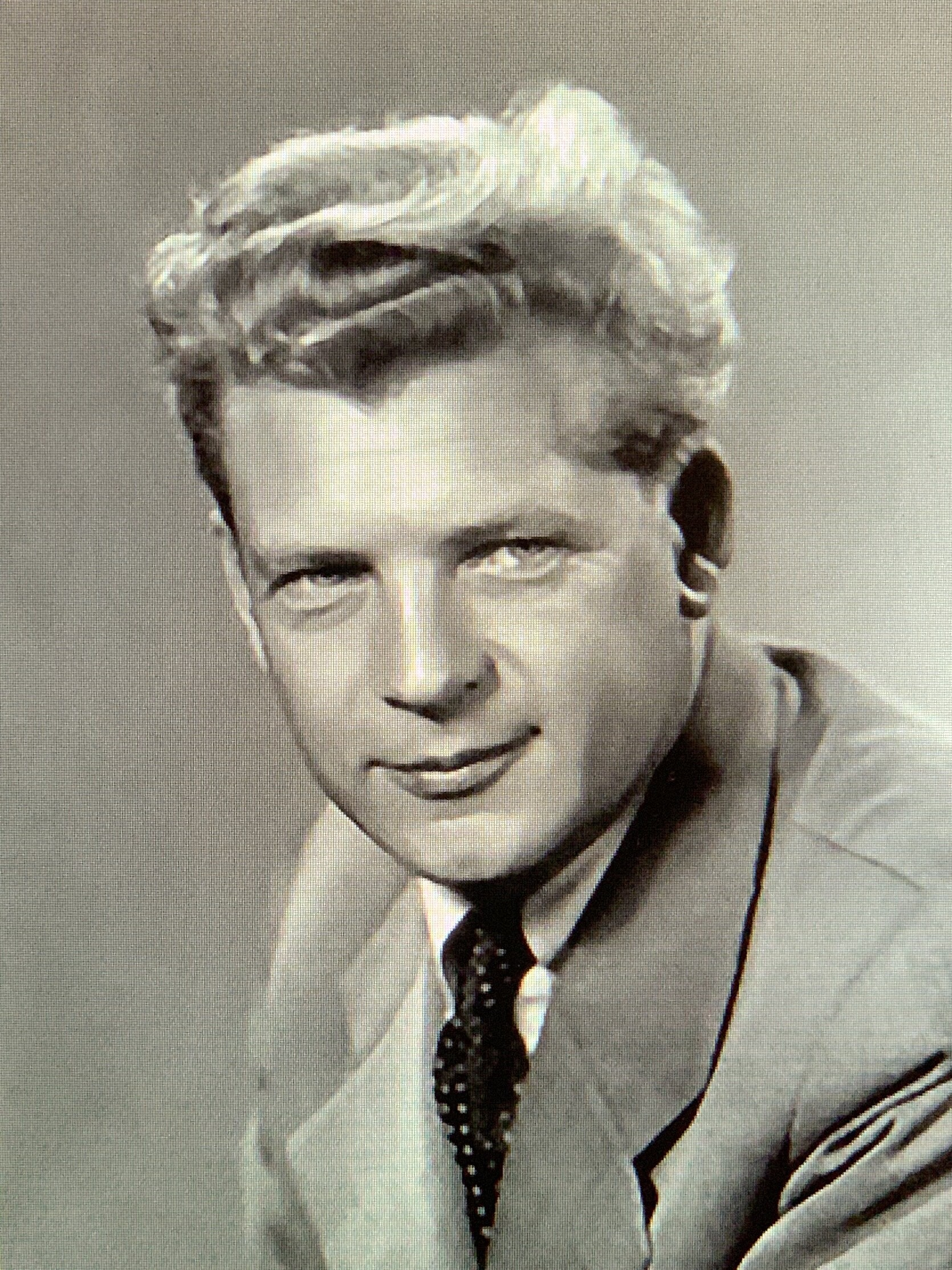
Jiří Hanzelka († 2003)

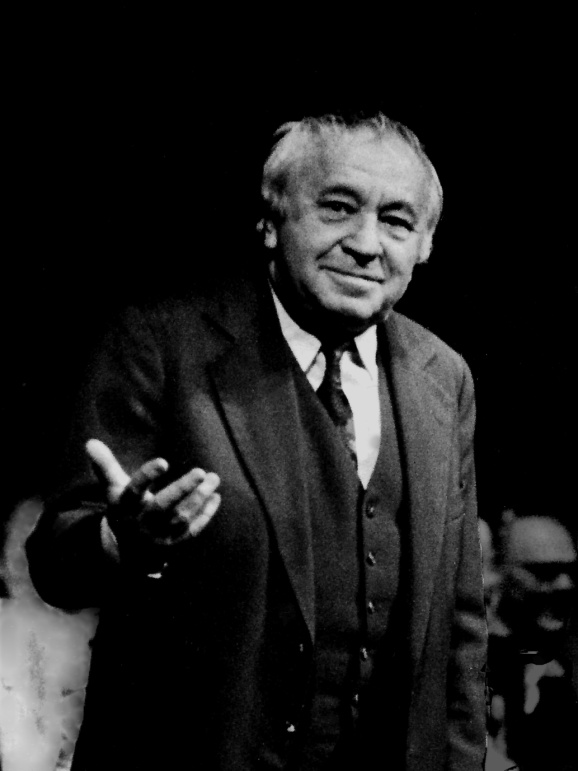
Miroslav Horníček († 2003)

- 1490 – Bohuslav VII. ze Švamberka, šlechtic (* 1428)
- 1635 – Jaroslav Volf ze Šternberka, hejtman prácheňského kraje, císařský rada a komoří (* ?)
- 1709 – Maxmilián Adam z Lichtenštejna-Kastelkornu, probošt brněnské kapituly (pokřtěn 18. června 1647)
- 1738 – Matyáš Bernard Braun, barokní sochař (* 24. února 1684)
- 1744 – František Václav Míča, český hudební skladatel a kapelník (* 5. září 1694)
- 1840 – Josef Heřman Agapit Gallaš, malíř, lékař a spisovatel (* 4. dubna 1756)
- 1877 – Antonín Marek, český spisovatel (* 5. září 1785)
- 1883 – Ferdinand Lehmann, poslanec Českého zemského sněmu, starosta Verneřic (* 5. května 1832)
- 1887 – František Pštross, pražský podnikatel a komunální politik (* 3. listopadu 1797)
- 1934
  - Vincenc Hlavinka, odborník v oboru vodárenství (* 5. dubna 1862)
  - Ignaz Petschek, obchodník a průmyslník (* 14. června 1857)
- 1935 – Bohuslav Brauner, český chemik (* 8. května 1855)
- 1943 – Alois Tvrdek, středoškolský profesor, překladatel a spisovatel (* 21. března 1870)
- 1947
  - Franz Werner, československý politik německé národnosti (* 22. dubna 1881)
  - Hans Krebs, sudetoněmecký nacistický politik (* 26. dubna 1888)
  - Georg Böhm, československý politik německé národnosti (* 26. října 1896)
- 1949 – Miloš Steimar, divadelní a filmový herec (* 28. března 1922)
- 1955
  - Josef Loos, český lední hokejista a funkcionář (* 13. března 1888)
  - Otakar Španiel, český sochař, řezbář a medailér (* 13. června 1881)
- 1959 – Drahoš Želenský, český herec (* 23. prosince 1896)
- 1962 – Franz Josef Arnold, městský architekt v Ústí nad Labem (* 18. ledna 1888)
- 1964 – Adolf Šimperský, československý fotbalový reprezentant (* 5. srpna 1909)
- 1976
  - Přemysl Pitter, protestantský kazatel, spisovatel, publicista a sociální pracovník (* 21. června 1895)
  - Marie Bartošová, prodavačka květin a jediná oběť propadu tramvajového ostrůvku v brněnské Pekařské ulici (* 26. ledna 1931)
- 1980 – Čeněk Torn, československý politik (* 30. května 1898)
- 1981 – Ludvík Pompe, český divadelní a rozhlasový režisér (* 12. listopadu 1920)
- 1997 – Vladimír Maděra, profesor chemie, rektor pražské VŠCHT (* 23. ledna 1905)
- 1998 – Helena Biháriová, zavražděná Romka z Vrchlabí (* ?)
- 2000 – Kamila Sojková, spisovatelka (* 4. března 1901)
- 2003
  - Miroslav Horníček, český herec (* 10. listopadu 1918)
  - Jiří Hanzelka, český cestovatel (* 24. prosince 1920)
  - Vlastimil Koubek, architekt (* 17. března 1927)
- 2004 – Ivo Novák, scenárista a režisér (* 4. září 1918)
- 2011 – Miroslav Sabev, český malíř a grafik (* 8. října 1952)
- 2013 – Antonín Kohout, violoncellista a hudební pedagog (* 12. prosince 1919)
- 2014 – Miloslav Bialek, fotbalový trenér (* 12. června 1943)

### Svět

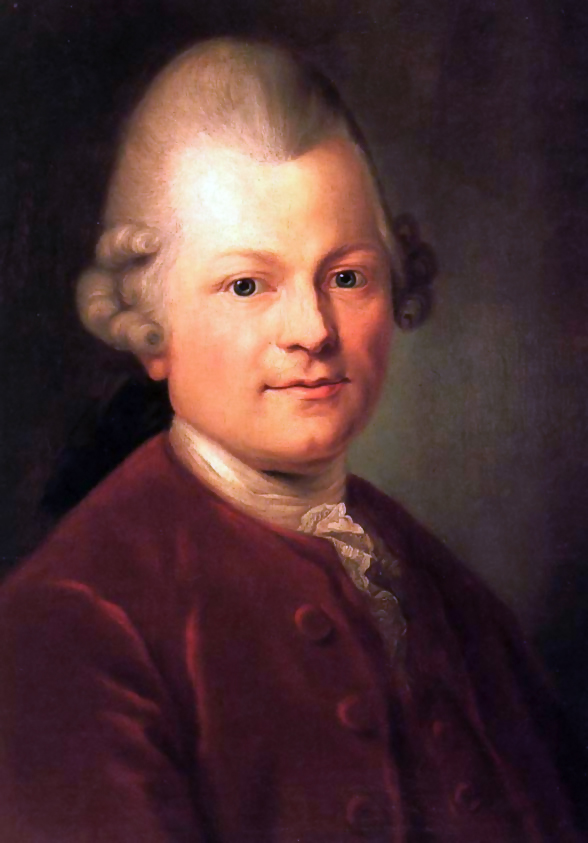
Gotthold Ephraim Lessing († 1781)

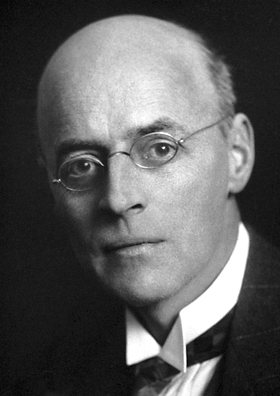
Owen Willans Richardson († 1959)

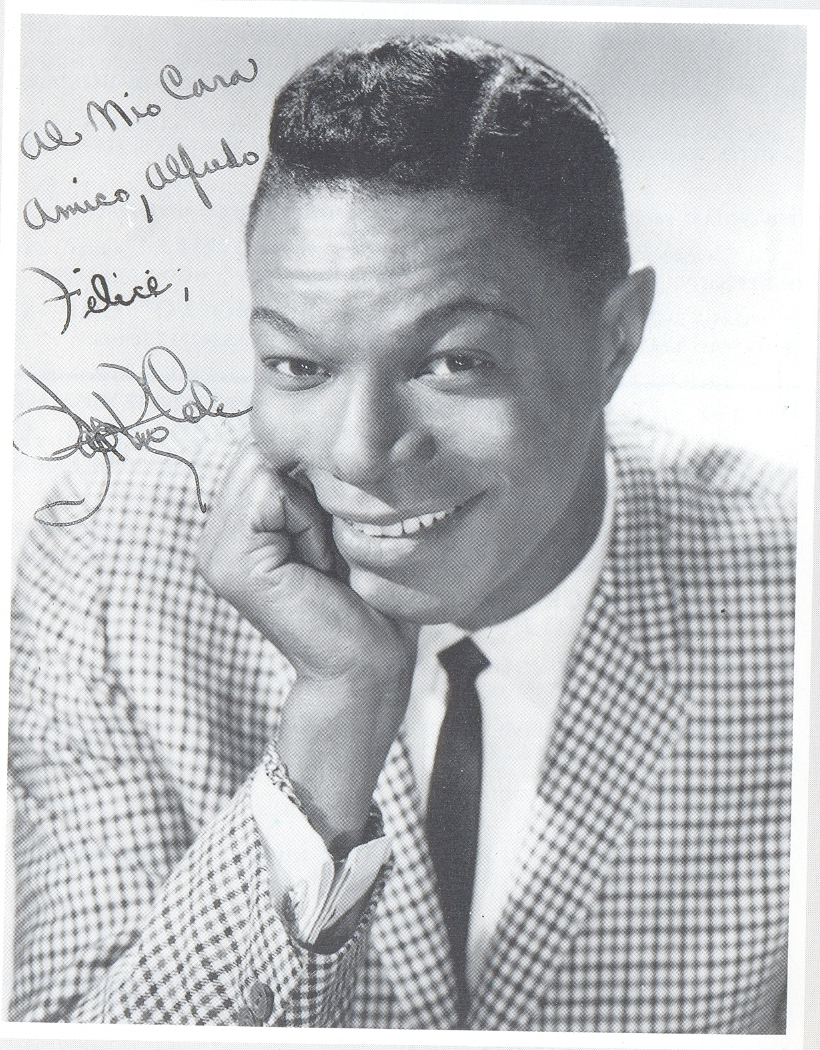
Nat King Cole († 1965)

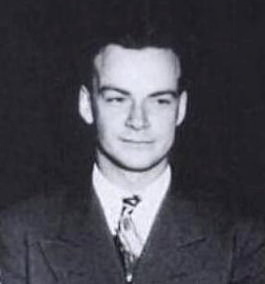
Richard Feynman († 1988)

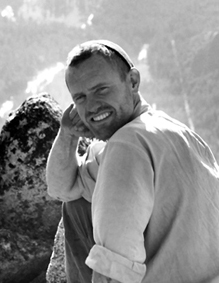
Henry Way Kendall († 1999)

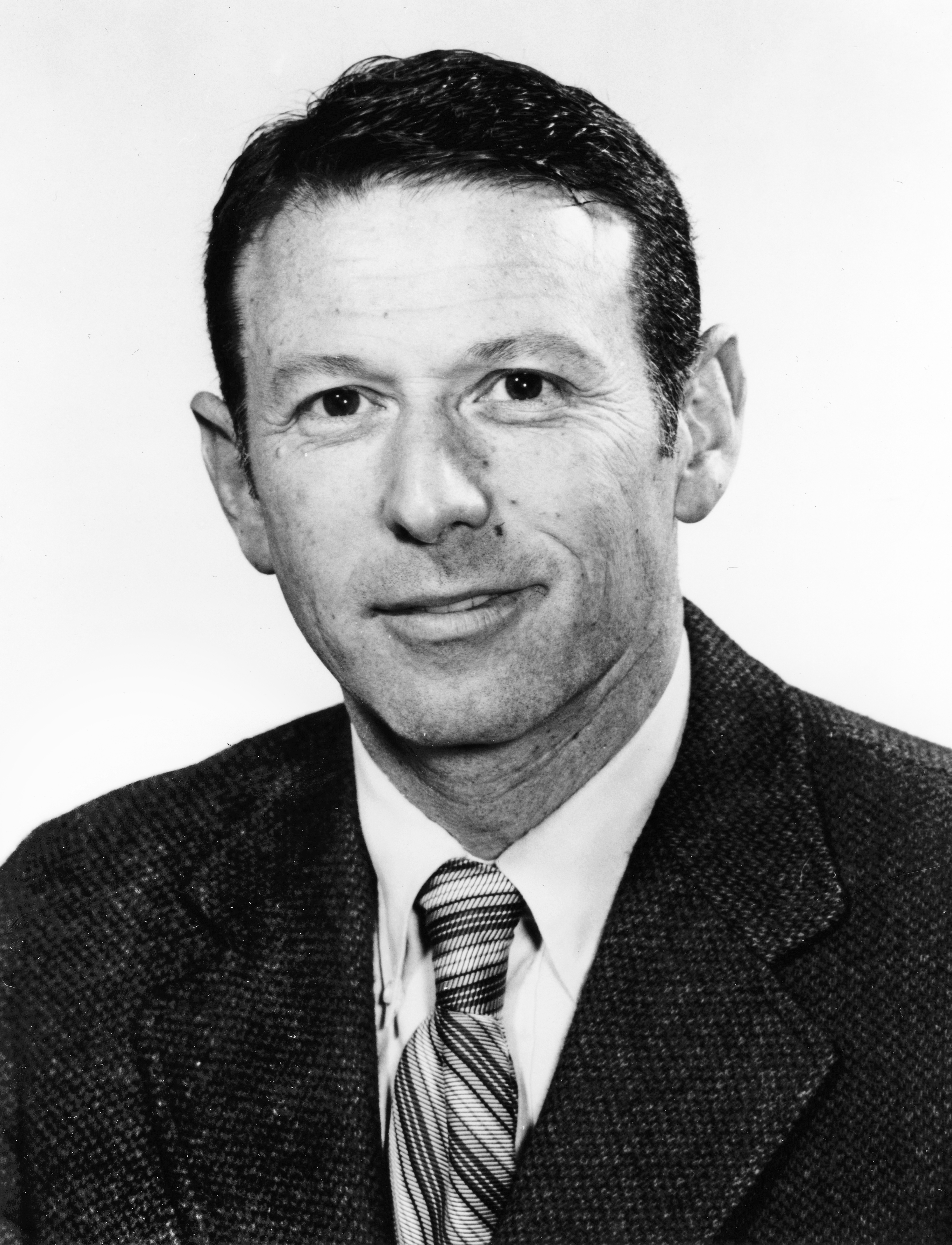
Paul Berg († 2023)

- 0653 – Al-Abbás, strýc proroka Mohammeda (* 568)
- 1043 – Gisela Švábská, římská císařovna (* 11. listopadu 989 nebo 999)
- 1152 – Konrád III., římský král (* 1093)
- 1245 – Beatrix d'Este, uherská královna (* 1215)
- 1288 – Jindřich III. Míšeňský, markrabě míšeňský, durynský a saský (* 1215)
- 1534 – Barbora Jagellonská, saská vévodkyně a dcera polského krále Kazimíra IV. (* 15. července 1478)
- 1549 – Giovanni Antonio Bazzi, italský renesanční malíř (* 1477)
- 1591 – Hidenaga Hašiba, japonský vojevůdce (* 8. dubna 1540)
- 1600 – José de Acosta, španělský historik, přírodovědec a jezuita (* 1539)
- 1621 – Michael Praetorius, německý skladatel, varhaník a hudební teoretik (15. února 1571)
- 1634 – Wilhelm Fabry, významný německý chirurg (* 25. června 1560)
- 1637 – Ferdinand II., císař římský, král český, uherský a chorvatský a arcivévoda rakouský (* 9. července 1578)
- 1711 – Marek Antonín Canevalle, italský architekt (* 28. září 1652)
- 1731 – María de León y Delgado, španělská jeptiška a mystička (* 23. března 1643)
- 1741 – Georg Raphael Donner, rakouský sochař (* 24. května 1693)
- 1761 – Carlo Cecere, italský hudební skladatel (* 7. listopadu 1706)
- 1781 – Gotthold Ephraim Lessing, německý básník, kritik, spisovatel a filozof (* 22. ledna 1729)
- 1788 – Marie Josefa z Harrachu, lichtenštejnská kněžna, provdaná Lobkovicová (* 20. listopadu 1727)
- 1820 – William Ellery, signatář Deklarace nezávislosti Spojených států jako zástupce ostrova Rhode Island (* 22. prosince 1727)
- 1844 – Henry Addington, britský státník (* 30. května 1757)
- 1857 – Michail Ivanovič Glinka, ruský skladatel (* 1. června 1804)
- 1861 – Nikolaj Vasiljevič Basargin, ruský děkabrista, odsouzený v roce 1826 jako umírněný člen Jižní sekce děkabristů (* 1799)
- 1886 – Edward Cardwell, britský státník, představitel Liberální strany (* 24. července 1813)
- 1900 – Karl Theodor Robert Luther německý astronom (* 16. dubna 1822)
- 1903 – Karl Garnhaft, rakouský politik a poslanec Říšské rady (* 11. listopadu 1836)
- 1904 – Emil Dierzer von Traunthal, rakouský průmyslník a politik, poslanec Říšské rady (* 26. dubna 1844)
- 1905
  - Leonhard Achleuthner, kněz, hornorakouský zemský hejtman (* 10. ledna 1826)
  - Lew Wallace, americký voják, politik a spisovatel (* 10. dubna 1827)
- 1911 – Theodor Escherich, německý bakteriolog (* 29. října 1857)
- 1917 – Otto Brückwald, německý architekt (* 6. května 1841)
- 1918 – Pere Miquel Marquès, španělský hudební skladatel a houslista (* 20. května 1843)
- 1922 – Kateřina Dolgorukovová, milenka a později manželka ruského cara Alexandra II. (* 14. listopadu 1847)
- 1928 – Herbert Henry Asquith, britský politik, předseda vlády (* 12. září 1852)
- 1930 – Giulio Douhet, italský generál, teoretik vedení vzdušného boje (* 30. května 1869)
- 1935 – Basil Hall Chamberlain, britský japanolog (* 18. října 1850)
- 1937 – Vincenzo Lancia, italský automobilový závodník a konstruktér (* 24. srpna 1881)
- 1940 – Otto Toeplitz, německý matematik (* 1. srpna 1881)
- 1941 – Guido Adler, rakouský právník, hudební vědec a skladatel (* 1. listopadu 1855)
- 1944 – Vladimír Makovický, československý podnikatel a politik (* 26. dubna 1862)
- 1946
  - Cornelius Johnson, americký olympijský vítěz ve skoku do výšky (* 28. srpna 1913)
  - Witold Makowiecki, polský spisovatel (* 3. srpna 1902)
- 1947
  - Arthur Machen, velšský spisovatel a okultista (* 3. března 1863)
  - Raoul Le Mat, americký filmový režisér a hokejový trenér (* 3. září 1875)
- 1949 – Otto Prutscher, rakouský designér a architekt (* 7. dubna 1880)
- 1959 – Owen Willans Richardson, anglický fyzik, nositel Nobelovy ceny za fyziku (* 26. dubna 1879)
- 1964 – Réginald Marie Garrigou-Lagrange, francouzský teolog (* 21. února 1877)
- 1965 – Nat King Cole, americký jazzový pianista, skladatel a zpěvák (* 17. března 1919)
- 1968 – Little Walter, americký zpěvák, hamonikář a kytarista (* 1. května 1930)
- 1969 – Hans Vollmer, německý encyklopedista (* 16. listopadu 1878)
- 1970
  - Ján Bojmír, slovenský publicista, pedagog, organizátor turistiky (* 23. října 1887)
  - Hugh Dowding, velitel britské Royal Air Force (* 24. dubna 1882)
- 1973 – Angela Cziczková, slovenská klavíristka, hudební skladatelka a pedagožka (* 28. dubna 1888)
- 1974 – Ľudovít Bakoš, slovenský vysokoškolský pedagog a veřejný činitel (* 9. října 1919)
- 1975 – Michał Sopoćko, zpovědník sv. Marie Faustiny Kowalské (* 1. listopadu 1888)
- 1977 – Isaak Boleslavskij, sovětský šachista a spisovatel (* 9. června 1919)
- 1979 – George Dunning, kanadský ilustrátor a filmový animátor (* 17. listopadu 1920)
- 1981
  - Karl Richter, německý varhaník, cembalista a dirigent (* 15. října 1926)
  - Mike Bloomfield, americký bluesový kytarista a zpěvák (* 28. července 1943)
- 1987 – Andrej Sergejevič Někrasov, sovětský spisovatel (* 22. června 1907)
- 1988
  - Richard Feynman, americký fyzik (* 11. května 1918)
  - Al Cohn, americký saxofonista (* 24. listopadu 1925)
- 1996
  - McLean Stevenson, americký herec a scenárista (* 14. listopadu 1927)
  - Brunó Ferenc Straub, maďarský biochemik a prezident Maďarska (* 5. ledna 1914)
- 1999
  - Henry Way Kendall, americký fyzik, Nobelova cena za fyziku 1990 (* 9. prosince 1926)
  - Big L, americký rapper (* 30. května 1974)
- 2001 – Folke K. Skoog, americký rostlinný fyziolog švédského původu (* 15. července 1908)
- 2005 – Richard Grunberger, rakouský historik (* 7. března 1924)
- 2006 – Josip Vrhovec, chorvatský politik, ministr zahraničí SFRJ (* 9. února 1926)
- 2007 – Robert Adler, rakousko-americký fyzik (* 4. prosinec 1913)
- 2009 – Stephen Kim Sou-hwan, arcibiskup Soulu, kardinál (* 8. května 1922)
- 2011 – François Nourissier, francouzský spisovatel a publicista (* 18. května 1927)
- 2012 – Clive Shakespeare, v Anglii narozený australský kytarista, člen skupiny Sherbet (* 3. června 1949)
- 2014
  - Cliff Bole, americký režisér (* 9. listopadu 1937)
  - Thelma Estrin, americká počítačová vědkyně (* 21. února 1924)
- 2015 – Michal Benčík, slovenský a československý právník a politik (* 11. září 1932)
- 2023
  - Paul Berg, americký biochemik, Nobelova cena za chemii 1980 (* 30. června 1926)
  - Raquel Welchová, americká herečka, modelka (* 5. září 1940)

## Svátky

### Česko
- Jiřina
- Faust, Faustin, Faustýna
- Jorga
- Nevena
- Sigfríd

### Svět
- Slovensko: Pravoslav
- USA: Presidents’ Day (je-li pondělí)

### Liturgický kalendář
(podle starého juliánského kalendáře)
- Obětování Páně – Setkání Pána a Boha a Spasitele našeho Ježíše Krista se Simeonem Bohopříjemce; veliký svátek (z dvanáctera)
- Sv. Jiřina

| 15. únor v pražském KlementinuÚdaje jsou platné k 11. 3. 2025. | 15. únor v pražském KlementinuÚdaje jsou platné k 11. 3. 2025. | 15. únor v pražském KlementinuÚdaje jsou platné k 11. 3. 2025. |
| minimum                                                        | denní průměr                                                   | maximum                                                        |
| -------------------------------------------------------------- | -------------------------------------------------------------- | -------------------------------------------------------------- |
| −18,0 °C (1929)                                                | 0,3 °C (od 1961)                                               | 15,4 °C (1998)                                                 |